# Севедісла (комуна)
Севедісла (рум. Săvădisla) — комуна у повіті Клуж в Румунії. До складу комуни входять такі села (дані про населення за 2002 рік):
- Велішоара (112 осіб)
- Влаха (880 осіб)
- Літа (350 осіб)
- Літень (454 особи)
- Севедісла (1074 особи)
- Столна (221 особа)
- Фінішел (828 осіб)
- Хешдате (578 осіб)

Комуна розташована на відстані 322 км на північний захід від Бухареста, 15 км на південний захід від Клуж-Напоки.

## Населення
За даними перепису населення 2002 року у комуні проживали 4497 осіб.
Національний склад населення комуни:
| Національність | Кількість осіб | Відсоток |
| -------------- | -------------- | -------- |
| угорці         | 2279           | 50,7%    |
| румуни         | 2136           | 47,5%    |
| цигани         | 78             | 1,7%     |
| німці          | 2              | < 0,1%   |
| українці       | 1              | < 0,1%   |
| поляки         | 1              | < 0,1%   |

Рідною мовою назвали:
| Мова       | Кількість осіб | Відсоток |
| ---------- | -------------- | -------- |
| угорська   | 2275           | 50,6%    |
| румунська  | 2203           | 49,0%    |
| циганська  | 16             | 0,4%     |
| німецька   | 2              | < 0,1%   |
| українська | 1              | < 0,1%   |

Склад населення комуни за віросповіданням:
| Релігія                             | Кількість осіб | Відсоток |
| ----------------------------------- | -------------- | -------- |
| реформати                           | 2032           | 45,2%    |
| православні                         | 1937           | 43,1%    |
| римо-католики                       | 161            | 3,6%     |
| п'ятдесятники                       | 129            | 2,9%     |
| греко-католики                      | 98             | 2,2%     |
| баптисти                            | 22             | 0,5%     |
| унітарії                            | 17             | 0,4%     |
| не релігійні                        | 13             | 0,3%     |
| адвентисти                          | 1              | < 0,1%   |
| лютерани (Аугсбурзького сповідання) | 1              | < 0,1%   |
| не вказали релігію                  | 8              | 0,2%     |